# 第36装甲旅団 (ドイツ連邦陸軍)
第36装甲旅団「マインフランケン」（だい36そうこうりょだん、ドイツ語：Panzerbrigade 36 "Mainfranken"）は、ドイツ連邦陸軍の旅団の一つ。第12装甲師団の隷下にあって、旅団司令部をファイツヘーヒハイムに置き、旅団の部隊はバイエルン州に駐屯していた。2002年に解隊される。

## 歴史
旅団は1963年に第12装甲擲弾兵師団の隷下部隊としてバート・メルゲントハイムにて編成される。同じ1963年にヴァルデュルン駐屯の第362装甲擲弾兵大隊が旅団隷下となる。これに続き1963年内にベーブリンゲン駐屯の第273戦車大隊を母体に第363戦車大隊と第364戦車大隊が編成される。1963年にバート・メルゲントハイムにて第360装甲工兵中隊が新編される。旅団の編成は陸軍第3次編制期では以下のとおりであった。
- 第362装甲擲弾兵大隊
- 第363戦車大隊
- 第364戦車大隊
- 第365装甲砲兵大隊
- 第366補給大隊
- 第360装甲工兵中隊
- 第360駆逐戦車中隊

1980年にキュルスハイムで新編された第361戦車大隊が旅団隷下となる。1992年に第360装甲工兵中隊が解隊する。陸軍第5次編制にて第362装甲擲弾兵大隊が部隊改編基幹大隊としてメルリッヒシュタットへ移転する。1993年に第35装甲擲弾兵旅団が解隊し、隷下部隊であった第352装甲擲弾兵大隊、第355装甲砲兵大隊、第350装甲工兵中隊および第303車両シミュレーター系列・装甲擲弾兵教育中隊が旅団に編入される。1993年に第12装甲師団が解散したため旅団は第6防衛管区司令部 / 第1山岳師団の隷下におさまる。これにより旅団司令部がファイツヘーヒハイムに移転する。1994年に旅団司令部はヴュルツブルクに所在する第64防衛区司令部と統合する。1995年に第64防衛区司令部は解散し旅団は再び自立する。1996年には装甲猟兵中隊が解隊する。1997年時点では以下のような編成であった。
- 旅団司令部および司令部中隊　在ファイツヘーヒハイム
- 第360野戦予備中隊　在ファイツヘーヒハイム
- 第363戦車大隊　在キュルスハイム
- 第364戦車大隊（非現役）　在キュルスハイム
- キュルスハイム車両操縦シミュレーター訓練センター系列
- 第355装甲砲兵大隊　在ヴィルトフレッケン
- 第350装甲工兵中隊　在ヴィルトフレッケン
- 第352装甲擲弾兵大隊　在メルリッヒシュタット
- 第362装甲擲弾兵大隊（非現役）　在メルリッヒシュタット
- 第240装甲偵察中隊（非現役、第8山岳装甲教育大隊の隷下）　在フライウング

2000年7月に旅団には「マインフランケン」の愛称が与えられた。2002年6月7日に第36装甲旅団は解隊される。これに伴い第352装甲擲弾兵大隊、第362装甲擲弾兵大隊および第363戦車大隊は第30装甲擲弾兵旅団に配転され、第364戦車大隊と第350装甲工兵中隊は解隊された。第355装甲砲兵大隊はノインブルク・フォルム・ヴァルトに移転する。

## 歴代旅団長
| 代 | 氏名                                                                                           | 着任          | 離任           |
| -- | ---------------------------------------------------------------------------------------------- | ------------- | -------------- |
| 1  | フーベルト・ゾネック陸軍准将 Hubert Sonneck                                                    | 1963年        | 1965年3月31日  |
| 2  | ハンス＝ゲオルク・ビーダーマン陸軍准将 Hans-Georg Biedermann                                   | 1965年4月1日  | 1969年4月13日  |
| 3  | ハンス＝オットー・グーリック陸軍大佐 de:Hans-Otto Göricke                                      | 1969年4月14日 | 1970年12月31日 |
| 4  | ヴェルナー・ハイド陸軍准将 Werner Heyd                                                         | 1971年1月1日  | 1974年         |
| 5  | エッケハルト・メーダルト陸軍准将 Ekkehard Medert                                               | 1974年        | 1978年9月30日  |
| 6  | ジークフリート・ストーベック陸軍大佐 Siegfried Storbeck                                        | 1978年10月1日 | 1980年9月30日  |
| 7  | ヘルマン・テスキ陸軍大佐 Hermann Teske                                                         | 1980年10月1日 | 1983年3月31日  |
| 8  | ハッソ・フライヘーア・フォン・ウスラー・グライヒェン陸軍准将 Hasso Freiherr von Uslar-Gleichen | 1983年4月1日  | 1986年3月31日  |
| 9  | エドガー・トロスト陸軍大佐 Edgar Trost                                                         | 1986年4月1日  | 1988年3月31日  |
| 10 | ペーター＝ヨハネス・フォン・グッゾ陸軍大佐 Peter-Johannes von Geyso                            | 1988年4月1日  | 1991年3月31日  |
| 11 | ゲルト・グーデア陸軍大佐 de:Gert Gudera                                                        | 1991年4月1日  | 1993年3月31日  |
| 12 | ロルフ・ベルント陸軍大佐 Rolf Bernd                                                            | 1993年4月1日  | 1995年         |
| 13 | クラウス・ホーレンダー陸軍准将 Klaus Holländer                                                 | 1996年        | 2000年         |
| 14 | ヴェルナー・クーラック陸軍大佐 Werner Kullack                                                  | 2000年        | 2001年         |